# Leeuwen (Gueldre)
Pour les articles homonymes, voir Leeuwen.
Leeuwen est une ancienne commune néerlandaise de la province du Gueldre.
La commune était composée des villages de Boven-Leeuwen et de Beneden-Leeuwen. Le 1er janvier 1818, la commune a été rattachée à Wamel.